# Коморбидность
Коморби́дность (от лат. со- «вместе» + morbus «болезнь, недуг») — сосуществование у одного пациента двух или более заболеваний, синдромов или психических расстройств, связанных между собой единым патогенетическим механизмом или совпадающих по времени.

## История
Гиппократ писал: «Осмотр тела — целое дело: он требует знания, слуха, обоняния, осязания, языка, рассуждения». Он, наперекор своим противникам, был убеждён в необходимости поиска глубоко спрятанной причины болезни, а не устранения лишь её симптомов.
Врачам Древнего Египта, Вавилонии и Средней Азии также было известно о взаимосвязи одних болезней с другими. Более четырёх тысячелетий назад они владели верификацией болезней по пульсу, измерение которого сегодня используется, разве что, в диагностике болезней сердца.
М. Я. Мудров обращался к студентам: «Вам же, друзья мои, ещё чаще и громче буду всегда повторять одно и то же, что не должно лечить болезнь по одному только её имени, не должно лечить и самой болезни, для которой часто и названия не находим, не должно лечить и причин болезни, которые часто ни нам, ни больным, ни окружающим не известны, ибо давно уже удалились от больного и не могут быть устранены, должно лечить самого больного, его состав, его органы, его силы. Вот тайна моего лечения, которую приношу вам в дар».
Г. А. Захарьин, Н. И. Пирогов, С. П. Боткин были убеждены в том, что нужно «лечить не болезнь, а больного».

### Происхождение термина
В течение многих веков врачи пропагандировали целесообразность комплексного подхода в выявлении болезни и исцелении больного, однако современная медицина, располагающая многочисленными методами диагностики и лечения, потребовала конкретизации. В связи с этим назрел вопрос — как всесторонне оценить больного, страдающего одновременно несколькими заболеваниями, с чего начать его обследование и как построить очерёдность лечения?
Этот вопрос оставался открытым до тех пор, пока в 1970 году американский врач, исследователь и эпидемиолог Альван Файнштейн не предложил понятие «коморбидность». Он продемонстрировал явление коморбидности на примере соматических больных острой ревматической лихорадкой, обнаружив худший прогноз у пациентов, страдающих одновременно несколькими заболеваниями. Вскоре после открытия коморбидность была выделена в качестве отдельного научно-исследовательского направления в разных отраслях медицины.

### Эволюция термина
В настоящее время общепринятая терминология коморбидности отсутствует. Некоторые авторы противопоставляют друг другу понятия коморбидности и мультиморбидности, определяя первую как множественное наличие заболеваний, связанных доказанным единым патогенетическим механизмом, а вторую как наличие множественных заболеваний, не связанных между собой доказанными на настоящий момент патогенетическими механизмами. Другие утверждают, что мультиморбидность есть сочетание множества хронических или острых болезней и медицинских состояний у одного человека, и не делают ударения на единство или разность их патогенеза. Однако принципиальное уточнение термину дали H.C. Kraemer и M. van den Akker, определив коморбидность как сочетание у одного больного двух и/или более хронических заболеваний, патогенетически взаимосвязанных между собой или совпадающих по времени у одного пациента вне зависимости от активности каждого из них.

## Изучение коморбидности

### Психиатрия
Широкое изучение сочетания соматической и душевной патологии нашло место в психиатрии. Йенсен (1975), Бойд (1984), Сандерсон (1990), Ю. Л. Нуллер (1993), Робинс (1994), А. Б. Смулевич (1997), Клонингер (2002) и другие психиатры посвятили годы выявлению ряда коморбидных состояний у больных с разнообразнейшими психическими расстройствами. Именно эти исследователи разработали первые модели коморбидности. Одни из открытых моделей рассматривали коморбидность как наличие у человека в определённый период жизни более чем одного расстройства, а другие — как относительный риск человека с одним психическим расстройством приобрести другое расстройство.

### Клиника внутренних болезней
Проблемой влияния коморбидности на клиническое течение основного соматического заболевания, эффективность медикаментозной терапии, ближайший и отдалённый прогноз больных занимались талантливые клиницисты и учёные различных медицинских специальностей во многих странах мира. Среди них: Каплан (1974), Пинкус (1986), Чарльсон (1987), F.G. Schellevis (1993), Кремер (1995), ван ден Аккер (1996), Гримби (1997), Гринфилд (1999), Фортин и Ванасс (2004), Худон (2005), Л. Б. Лазебник (2005), А. Л. Вёрткин (2008), Когни (2008), Ф. И. Белялов (2012), Л. А. Лучихин (2010) и многие другие.

## Синонимы коморбидности
- полиморбидность
- мультиморбидность
- мультифакториальные заболевания
- полипатия
- соболезненность
- двойной диагноз
- плюрипатология

## Эпидемиология коморбидности
Коморбидность широко представлена среди больных госпитализированных в многопрофильные стационары. На этапе первичной медицинской помощи пациенты с наличием одновременно нескольких заболеваний являются скорее правилом, чем исключением. Профилактика и лечение хронических заболеваний обозначены Всемирной организацией здравоохранения, как приоритетный проект второго десятилетия XXI века, направленный на улучшение качества жизни населения мира. Этим обусловлена повсеместная тенденция к проведению крупномасштабных эпидемиологических исследований в разных областях медицины, выполняемых с применением серьёзных статистических расчётов. В большинство проведенных рандомизированных клинических исследований авторы включают пациентов с отдельной рафинированной патологией, делая коморбидность критерием исключения. Именно поэтому исследования, посвященные оценке сочетания тех или иных отдельно взятых заболеваний, трудно отнести к работам, изучающим коморбидность в целом. Отсутствие единого комплексного научного подхода к оценке коморбидности влечет за собой пробелы в клинической практике. Не может остаться незамеченным отсутствие коморбидности в систематике заболеваний, представленных в Международную классификацию болезней X пересмотра.

### Роль клинико-морфологического сопоставления в изучении коморбидности
Основополагающие исследования медицинской документации, нацеленные на изучение распространенности коморбидности и выявления её структуры, были проведены ещё до 1990-х годов. Источниками получения информации, которыми пользовались исследователи и учёные, занимавшиеся проблемой коморбидности, были истории болезни, амбулаторные карты пациентов и другая медицинская документация, имеющаяся у семейных врачей, в страховых компаниях и даже в архивах пансионатов для престарелых.
Перечисленные методы получения медицинской информации в большинстве своём основаны на клиническом опыте и квалификации клиницистов, ставивших больным клинически, инструментально и лабораторно подтвержденные диагнозы. Именно поэтому при своей безусловной компетентности они весьма субъективны. Ни в одном из выполненных исследований коморбидности не был проведен анализ результатов патологоанатомических вскрытий умерших больных.
Аутопсия позволяет достоверно установить структуру коморбидности и непосредственную причину смерти каждого пациента независимо от его возраста, пола и гендерных характеристик. Статистические данные по коморбидной патологии, опирающиеся на данные секции, в значительной степени лишены субъективизма.

### Исследования коморбидности
Анализ десятилетнего австралийского исследования пациентов с шестью распространенными хроническими болезнями продемонстрировал, что около половины пожилых пациентов с артритом имеют артериальную гипертензию, 20 % — Сердечно-сосудистые заболевания, а 14 % — Сахарный диабет 2 типа. Более 60 % пациентов с бронхиальной астмой указали на сопутствующий артрит, 20 % — на сердечно-сосудистые заболевания и 16 % — на сахарный диабет 2 типа.
У пожилых пациентов с хронической почечной недостаточностью частота ишемической болезни сердца выше на 22 %, а новых коронарных событий — в 3,4 раза выше по сравнению с пациентами без нарушения функции почек. При развитии терминальной почечной недостаточности, требующей заместительной терапии, частота хронических форм ИБС составляет 24,8 %, а инфаркта миокарда — 8,7 %.
В канадском исследовании, включавшем 483 больных ожирением, было установлено, что распространенность связанных с ожирением сопутствующих заболеваний была выше среди женщин, чем мужчин. Исследователи обнаружили, что около 75 % пациентов с ожирением имели сопутствующие заболевания, которыми в большинстве случаев являлись дислипидемия, артериальная гипертензия и сахарный диабет 2 типа. Примечателен тот факт, что среди молодых пациентов с ожирением (от 18 до 29 лет) более двух хронических заболеваний имели 22 % мужчин и 43 % женщин.
Число коморбидных заболеваний существенно повышается с возрастом. Коморбидность повышается с 10 % в возрасте до 19 лет до 80 % у лиц 80 лет и старше. Согласно данным M. Fortin, основанным на анализе 980 историй болезни, взятых из ежедневной практики семейного врача, распространенность коморбидности составляет от 69 % у больных молодого возраста, до 93 % среди лиц средних лет и до 98 % — у пациентов старшей возрастной группы. При этом число хронических заболеваний варьирует от 2,8 у молодых пациентов до 6,4 — у стариков.
По российским данным, основанным на материалах более трёх тысяч патологоанатомических секций (n=3239) больных соматической патологией, поступивших в многопрофильный стационар по поводу декомпенсации хронического заболевания (средний возраст 67,8±11,6 лет), частота коморбидности составляет 94,2 %. Наиболее часто в работе врача встречаются комбинации из двух и трёх нозологий, но в единичных случаях (до 2,7 %) у одного пациента сочетаются до 6-8 болезней одновременно.
Четырнадцатилетнее исследование 883 больных идиопатической тромбоцитопенической пурпурой, проведенное в Великобритании, показало, что данное заболевание связано с широким спектром соматической патологии. В структуре коморбидности этих пациентов наиболее часто встречаются Злокачественные новообразования, болезни опорно-двигательного аппарата, кожи и мочеполовой системы, а также геморрагические осложнения и другие Аутоиммунные заболевания, риск развития которых в течение пяти лет от начала основного заболевания превышает рубеж в 5 %.
Кроме терапевтов и врачей общей практики с проблемой коморбидности весьма часто сталкиваются и узкие специалисты. К сожалению, они крайне редко обращают внимание на сосуществование у одного больного целого спектра болезней и преимущественно занимаются лечением профильного заболевания. В существующей практике урологи, гинекологи, оториноларингологии, офтальмологи, хирурги и другие специалисты зачастую выносят в диагноз лишь «своё» заболевание, отдавая поиск сопутствующей патологии «на откуп» другим специалистам. Негласным правилом любого профильного отделения стала консультативная работа терапевта, взявшего на себя синдромальный анализ пациента, а также формирование диагностической и лечебной концепции, учитывающей потенциальные риски больного и его отдалённый прогноз.
На основании имеющихся клинических и научных данных можно сделать вывод, что коморбидности присущ спектр несомненных свойств, характеризующих её, как неоднородное, часто встречающееся явление, которое увеличивает тяжесть состояния и ухудшает прогноз больных. Неоднородность же коморбидности обусловлена широким спектром вызывающих её причин.

## Причины коморбидности
- анатомическая близость пораженных болезнью органов
- единый патогенетический механизм нескольких болезней
- временная причинно-следственная связь между болезнями
- одна болезнь как осложнение другой

Факторами, влияющими на развитие коморбидности, могут быть хроническая инфекция, воспаление, инволютивные и системные метаболические изменения, ятрогения, социальный статус, экология и генетическая предрасположенность.

## Виды коморбидности
- Транссиндромальная коморбидность — сосуществование у одного пациента двух и/или более синдромов, патогенетически взаимосвязанных между собой.
- Транснозологическая коморбидность — сосуществование у одного пациента двух и/или более заболеваний, не связанных между собой патогенетически.

Деление коморбидности по синдромальному и нозологическому принципу во многом предварительно и неточно, однако оно позволяет понять, что коморбидность может быть связана с единой причиной или с едиными механизмами патогенеза этих состояний, что иногда объясняется сходством их клинических проявлений, которое не позволяет точно дифференцировать нозологии.
- Причинная коморбидность[45] — вызвана параллельным поражением различных органов и систем, которое обусловлено единым патологическим агентом (например, алкогольная висцеропатия у больных хронической алкогольной интоксикацией; патология, ассоциированная с курением; системное поражение при коллагенозах).
- Осложнённая коморбидность — является результатом основного заболевания и обычно последовательно через некоторое время после его дестабилизации проявляется в виде поражения органов-мишеней (например, хроническая почечная недостаточность вследствие диабетической нефропатии у больных сахарным диабетом 2 типа; развитие инфаркта головного мозга в результате осложненного гипертонического криза у больных гипертонической болезнью).
- Ятрогенная коморбидность — проявляется при вынужденном негативном воздействии врача на пациента, при условии заранее установленной опасности той или иной медицинской процедуры (например, глюкокортикостероидный Остеопороз у больных длительное время получающих терапию системными гормональными препаратами; лекарственный гепатит в результате химиопрофилактики туберкулеза легких, назначенной по поводу виража туберкулиновых проб).
- Неуточнённая коморбидность — предполагает наличие единых патогенетических механизмов развития заболеваний, составляющих данную комбинацию, но требует проведения ряда исследований, подтверждающих гипотезу исследователя или клинициста (например, эректильная дисфункции как ранний маркер генерализованного атеросклероза; возникновение эрозивно-язвенных поражений слизистой оболочки верхних отделов желудочно-кишечного тракта у «сосудистых» больных).
- «Случайная» коморбидность — исходная алогичность сочетания заболеваний не доказана, но в скором времени может быть объяснена с клинических и научных позиций (например, сочетание ишемической болезни сердца и желчнокаменной болезни; комбинация приобретенного порока сердца и псориаза).

## Структура коморбидности
Существует ряд правил формулировки клинического диагноза коморбидному больному, которые следует соблюдать практикующему врачу. Основным правилом является выделение в структуре диагноза основного и фоновых заболеваний, а также их осложнений и сопутствующей патологии.
- Основное заболевание — это та нозологическая форма, которая сама или вследствие осложнений вызывает первоочередную необходимость лечения в данное время в связи с наибольшей угрозой жизни и трудоспособности. Основным является заболевание, послужившее причиной обращения за медицинской помощью или ставшее причиной смерти больного. Если у больного имеет место несколько основных заболеваний, то правомочно понятие комбинированного основного заболевания (конкурирующего или сочетанного)
- Конкурирующие заболевания — это имеющиеся одновременно у больного нозологические формы, взаимонезависимые по этиологии и патогенезу, но в равной мере отвечающие критериям основного заболевания (например, трансмуральный инфаркт миокарда и массивная тромбоэмболии легочных артерий, обусловленная флеботромбозом нижних конечностей). В практике патологоанатома конкурирующими называются два или более заболевания, обнаруженных у одного больного, каждое из которых само по себе или через свои осложнения могло быть причиной смерти.
- Сочетанные заболевания — болезни с разными этиологией и патогенезом, каждая из которых в отдельности не является причиной смерти, но, совпадая по времени развития и взаимно отягощая друг друга, они приводят к смерти больного (например, сочетание нозологических единиц из групп острых ишемических болезней сердца и цереброваскулярных болезней, которые привели к смерти лишь в результате взаимного отягощения; такое же сочетание нередко характерно для этих же нозологических форм с острыми хирургическими заболеваниями, в частности, с язвенной болезнью желудка или двенадцатиперстной кишки; сочетание хронической обструктивной болезни лёгких и постинфарктного кардиосклероза)
- Фоновое заболевание — способствует возникновению или неблагоприятному течению основного заболевания, повышает его опасность, способствует развитию осложнений. Данное заболевание, также как и основное, требует безотлагательного лечения (например, хроническая обструктивная болезнь лёгких).
- Осложнения — патогенетически связанные с основным заболеванием синдромы и нозологии, способствующие неблагоприятному исходу болезни, вызывая резкое ухудшение в состоянии больного (относятся к осложненной коморбидности). В ряде случаев осложнения основного заболевания, связанные с ним общностью этиологических и патогенетических факторов, обозначают как сопряженные болезни. В этом случае их необходимо относить к причинной коморбидности. Осложнения перечисляются в порядке убывания прогностической или инвалидизирующей значимости.
- Сопутствующие заболевания — нозологические единицы не связанные этиологически и патогенетически с основным заболеванием (перечисляются в порядке значимости).

## Диагностика коморбидности

### Методы оценки коморбидности
В настоящее время существует несколько общепризнанных методов измерения коморбидности:
1. Система CIRS (Cumulative Illness Rating Scale), разработанная в 1968 году Б. Линном, дала возможность практическим врачам оценивать количество и тяжесть хронических заболеваний в структуре коморбидного статуса их пациентов. Правильное пользование системой CIRS подразумевает отдельную суммарную оценку состояния каждой из систем органов: «0» соответствует отсутствию заболеваний выбранной системы, «1» — лёгким отклонениям от нормы или перенесенным в прошлом заболеваниям, «2» — болезни, нуждающейся в назначении медикаментозной терапии, «3» — заболеванию, ставшему причиной инвалидности, а «4» — тяжелой органной недостаточности, требующей проведения неотложной терапии. Система CIRS оценивает коморбидность по сумме баллов, которая может варьировать от 0 до 56. По мнению её разработчиков, максимальные результаты не совместимы с жизнью больных.[49]
2. Система CIRS-G (Cumulative Illness Rating Scale for Geriatrics)[50] — разновидность системы CIRS у пожилых больных, предложенная в 1991 году М. Миллером, учитывающая возраст больных и специфику болезней пожилого возраста.[51][52]
3. Индекс Kaplan-Feinstein — был создан в 1973 году на основе изучения воздействия сопутствующих заболеваний на 5-летнюю выживаемость больных сахарным диабетом 2 типа. В этой системе оценки коморбидности все имеющиеся заболевания и их осложнения в зависимости от выраженности органных поражений классифицируются на лёгкие, средние и тяжёлые. При этом вывод о суммарной коморбидности делается на основе наиболее декомпенсированной системы органов. Данный индекс даёт суммарную, но менее подробную по сравнению с системой CIRS, оценку состояния каждой из систем органов: «0» — отсутствие болезни, «1» — лёгкое течение заболевания, «2» — заболевание средней тяжести, «3» — тяжелая болезнь. Индекс Каплана-Файнштейна оценивает коморбидность по сумме баллов, которая может варьировать от 0 до 36. Кроме того, очевидным недостатком этого способа оценки коморбидности является чрезмерная обобщенность нозологий и отсутствие в шкале большого количества болезней, которые, вероятно, следует отмечать в графе «разное», что уменьшает объективность и результативность этого метода. Однако бесспорное преимущество индекса Каплана-Файнштейна перед системой CIRS заключается в возможности независимого анализа злокачественных новообразований и их тяжести.[53]
4. Индекс Charlson — предложен для оценки отдаленного прогноза коморбидных больных в 1987 году М. Чарльсоном. Данный индекс представляет собой балльную систему оценки (от 0 до 40) наличия определённых сопутствующих заболеваний и используется для прогноза летальности. При его расчете суммируются баллы, соответствующие сопутствующим заболеваниям, а также добавляется один балл на каждую десять лет жизни при превышении пациентом сорокалетнего возраста (то есть 50 лет — 1 балл, 60 лет — 2 балла, и т. д.). Основной отличительной особенностью и безоговорочным достоинством индекса Charlson является возможность оценки возраста пациента и определения смертности больных, которая при отсутствии коморбидности составляет 12 %, при 1-2 баллах — 26 %; при 3-4 баллах — 52 %, а при сумме более 5 баллов — 85 %. К сожалению, данная методика имеет некоторые недостатки — при расчете коморбидности не учитывается тяжесть многих болезней, а также отсутствует ряд прогностически важных заболеваний. Кроме того, сомнительно, что теоретически возможный прогноз пациента, страдающего бронхиальной астмой и хроническим лейкозом, сопоставим с прогнозом больного инфарктом миокарда и инфарктом головного мозга.[54]
5. Модифицированный индекс Чарльсона — в данную шкалу в 1992 году Р. Дейо добавлены хронические формы ишемической болезни сердца и стадии хронической сердечной недостаточности.[55]
6. Индекс сосуществующих болезней ICED (Index of Co-Existent Disease) — был первоначально разработан в 1993 году С. Гринфилдом для оценки коморбидности больных злокачественными новообразованиями, а в последующем нашёл применение и у других категорий пациентов. Данный метод помогает в расчете продолжительности пребывания в стационаре и риска повторной госпитализации больного после проведенного хирургического вмешательства. Для расчета коморбидности, шкала ICED предлагает оценивать состояние пациента отдельно по двум компонентам: физиологическими функциональным характеристикам. Первый компонент включает в себя 19 сопутствующих заболеваний, каждое из которых оценивается по 4-х балльной шкале, где «0» — это отсутствие болезни, а «3» — её тяжелая форма. Второй компонент оценивает влияние сопутствующих заболеваний на физическое состояние пациента. Он оценивает 11 физических функций по 3-балльной шкале, где «0» — это нормальная функция, а «2» — невозможность её осуществления.
7. Индекс GIC (Geriatric Index of Comorbidity) — разработан в 2002 году.[56]
8. Индекс FCI (Functional Comorbidity Index) — разработан в 2005 году.[57]
9. Индекс TIBI (Total Illness Burden Index) — разработан в 2007 году.[58]

## Лечение больного
Влияние коморбидной патологии на клинические проявления, диагностику, прогноз и лечение многих заболеваний многогранно и индивидуально. Взаимодействие заболеваний, возраста и лекарственного патоморфоза значительно изменяет клиническую картину и течение основной нозологии, характер и тяжесть осложнений, ухудшают качество жизни больного, ограничивают или затрудняют лечебно-диагностический процесс. Коморбидность оказывает влияние на прогноз для жизни, увеличивает вероятность летального исхода. Наличие коморбидных заболеваний способствует увеличению койко-дней, инвалидизации, препятствует проведению реабилитации, увеличивает число осложнений после хирургических вмешательств, способствует увеличению вероятности падений у пожилых больных.
Терапевтическим отражением коморбидности является комедикация. Наличие коморбидности следует учитывать при выборе алгоритма диагностики и схемы лечения той или иной болезни. У коморбидных больных необходимо уточнять степень функциональных нарушений и морфологического статуса всех выявленных нозологических форм. При появлении каждого нового, в том числе, маловыраженного симптома следует проводить исчерпывающее обследование с целью определения его причины. Также необходимо помнить, что коморбидность приводит к полипрагмазии, то есть одновременному назначению большого количества лекарственных препаратов, что делает невозможным контроль над эффективностью терапии, увеличивает материальные затраты пациентов, а поэтому снижает их комплаенс (приверженность к лечению). Кроме того, полипрагмазия, особенно у пациентов пожилого и старческого возраста, способствует резкому возрастанию вероятности развития местных и системных нежелательных побочных эффектов лекарственных препаратов. Эти побочные эффекты не всегда принимаются врачами во внимание, поскольку расцениваются как проявление одного из факторов коморбидности и влекут за собой назначение ещё большего количества лекарственных препаратов, замыкая «порочный круг».
Единовременное лечение нескольких болезней требует строгого учёта сочетаемости препаратов и досконального соблюдения правил рациональной фармакотерапии.